# 180-flip
 (novembre 2022).
Si vous disposez d'ouvrages ou d'articles de référence ou si vous connaissez des sites web de qualité traitant du thème abordé ici, merci de compléter l'article en donnant les références utiles à sa vérifiabilité et en les liant à la section « Notes et références ».

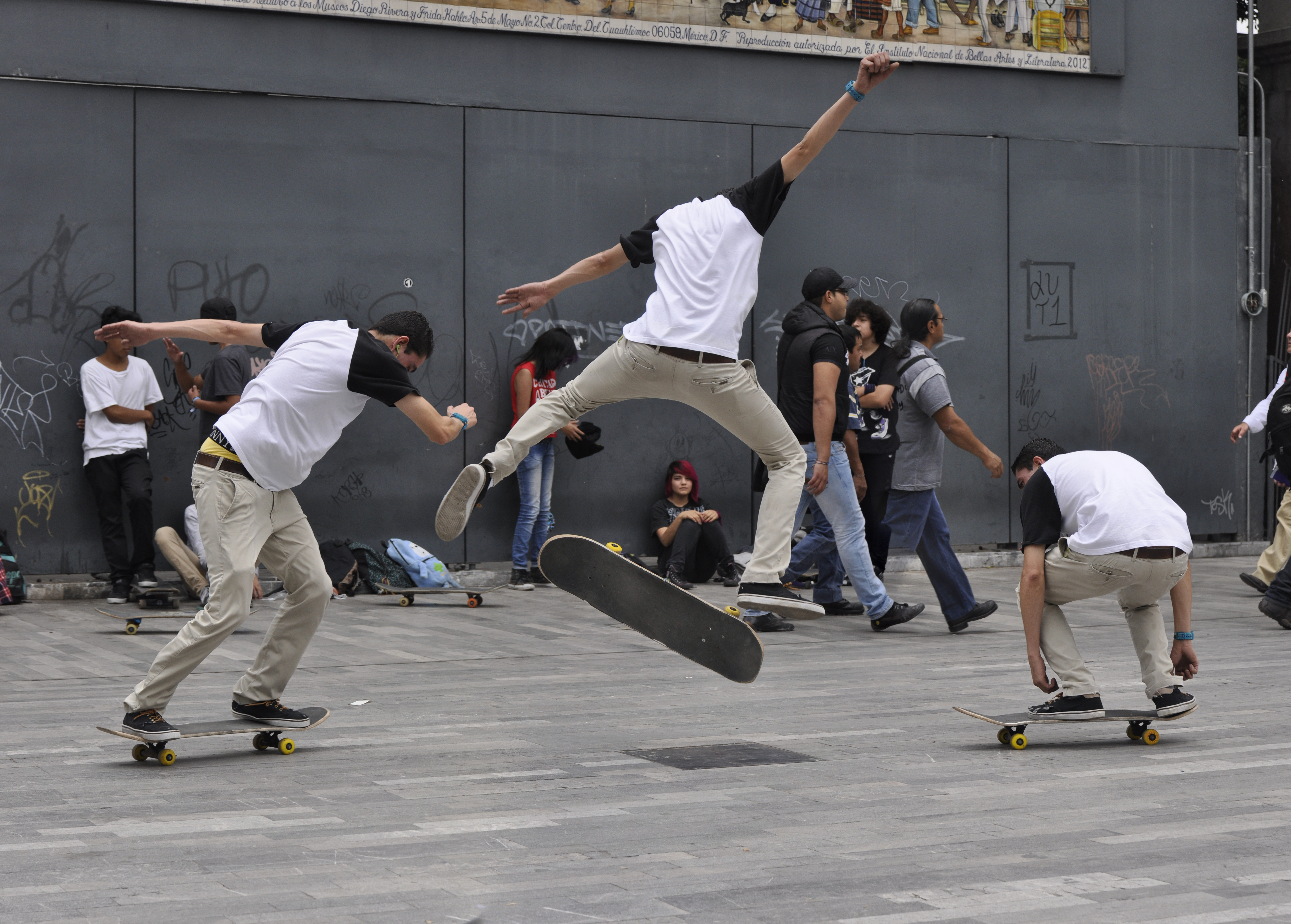
BS 180-flip

Le 180-flip est un trick (une figure) de skateboard consistant à effectuer un kickflip ou heelflip (la planche tourne horizontalement sur elle-même, dans l'un ou l'autre sens) en même temps qu'une rotation de 180 degrés du corps, la planche suivant ce mouvement. Si seule la planche effectue une rotation de 180° en même temps qu'un kick- ou heelflip, la figure n'est pas la même : il s'agira alors d'un varial flip, d'un varial heelflip, d'un inward heelflip ou d'un inward Kickflip (aussi appeler hardflip).
On distingue quatre 180-flip différents, sachant que le demi-tour du corps peut s'effectuer de deux côtés : soit en front(side) (FS), quand la face du skateur part vers l'avant, soit en back(side) (BS), quand la face du skateur part vers l'arrière. Il existe donc:
- le FS 180-kickflip (ou (kick)flip (180) front),
- le BS 180-kickflip (ou (kick)flip (180) back),
- le FS 180-heelflip (ou heelflip (180) front),
- le BS 180-heelflip (ou heelflip (180) back).

Il est possible d’augmenter le degré de rotation (360, 540 ou 720) en appliquant la même nomenclature. Plus la rotation est importante et plus la difficulté augmente. Pour le 360-flip (un flip accompagné d'un tour complet du skateur et de sa planche), il est indispensable de rajouter l'indication FS ou BS, pour ne pas confondre la figure avec un 360 flip (également appelé 3-6 flip, pour encore moins de confusion), pour lequel le mouvement de la planche est le même (flip accompagnée d'une rotation complète autour de l'axe vertical), mais sans rotation du corps.